# موز

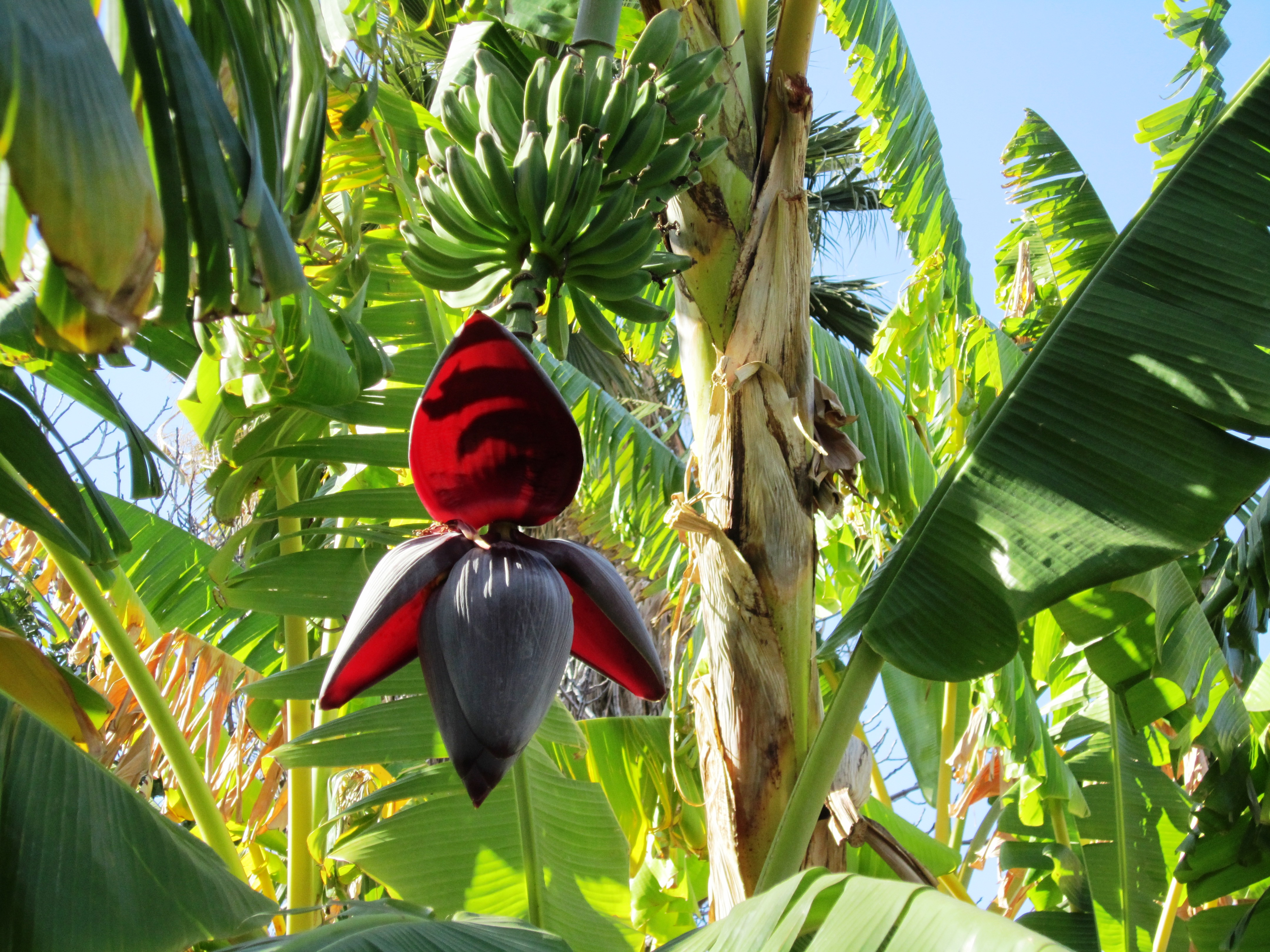
بنان الموز في نبتته بمنتجع النخيل في مدينة مراكش.

الموز (المفرد: مَوْزَة)أحد أهم محاصيل الفاكهة. يسمى الموز في أغلب اللغات الأجنبية بـ "banana" أو نحو ذلك، وهي كلمة قد تعود إلى اللغة الولوفية،.

## الأصل اللغوي
يسمى الموز في أغلب اللغات الأجنبية بـ "banana" أو نحو ذلك، وهي كلمة أصلها من اللغة الولوفية، وقد يكون هناك جذور عربية في أصلها.حيث يطلق على «إصبع الموز» بـ «بنان الموز» [بحاجة لمصدر مستقل]
فتسمى «الموزة» الواحدة «بنانة».

## علم النبات
يعتبر الموز من أهم محاصيل الفاكهة الاستوائية في جميع أنحاء العالم، ويحتل الموز مركزاً كبيرًا في التجارة العالمية، حيث يؤدي دورًا هامًا في اقتصاد كثير من الدول، بالإضافة إلى قيمته الغذائية العالية وإقبال المستهلك عليه أكثر من باقي الفواكه الأخرى، لما يتميز به من حلاوة الطعم والنكهة المميزة للموز، ويتميز عن باقي الفواكه الأخرى بإمكانية توفره بالأسواق طوال العام، علاوة على قابلية ثماره للنقل والتداول والتخزين.

## الوصف النباتي
الجدير بالذكر هو أن الموز ليس «شجرة» كما يظن البعض، بل هو من فصيلة «الأعشاب»، ويعود سبب ذلك إلى ساق النبتة الغير خشبي الذي يتألف من أوراق ملتفّة على بعضها الموز نبات معمر يتراوح طوله ما بين 3-8 أمتار حسب الأصناف، وهو من النباتات ذات الفلقة الواحدة، ويتكون النبات من ساق حقيقية عبارة عن كورمة أو قلقاسة توجد تحت سطح التربة، ويخرج منها المجموع الجذري وكذلك أوراق كبيرة لها أغماد تلتف حول نفسها حلزونيا مكونة الساق الكاذبة للنبات والتي تظهر فوق سطح التربة. ويخرج من وسط هذه الساق الحامل الزهري. ويختلف عدد الأوراق النامية على نبات الموز باختلاف الأصناف وقوة نموه، وعادة يتراوح عدد الأوراق بين 30-52 ورقة، وتخرج الجذور من الساق الحقيقية. وهناك نوعان من الجذور هي جذور لحمية وهي التي تخرج مباشرة من الساق الحقيقية وتمتد رأسيا في التربة. وجذور ليفية وهذه تنمو أفقياً. وثمرة الموز تسمى إصبع، وكل صفين من الأصابع تكون كفاً تفصلها عن بعضها قنابة، وكل مجموعة من الكفوف تكون سباطة من 6-14 كفاً حسب الصنف والظروف المحيطة بالنبات. وتوجد الأزهار محمولة على الحامل الزهري وهي ثلاثة أنواع من الأزهار:
1. أزهار مؤنثة. وتوجد في قاعدة الحامل الزهري، وهي مكونة من مبيض كبير مكون من 3 حجرات. وتتكون الثمار بكريا أي بدون الحاجة إلى تلقيح وإخصاب.
2. أزهار خنثى. وتوجد في وسط الحامل الزهري وكميتها قليلة، وقد تكون ثماراً صغيرة الحجم لا تنضج.
3. أزهار مذكرة. وهي توجد في طرف الحامل الزهري، وقد تسقط فور تكوينها، أو قد تبقى حسب الأنواع.

## المناخ المناسب
تتطلب زراعة الموز الناجحة تربة خصبة خفيفة جيدة الصرف ولا تلائمه الأراضي القلوية. وتجود زراعة الموز في مصر بالأراضي عالية الخصب وهي أراضي الجزائر والأراضي المحاذية لمجرى النيل من بني سويف حتى أسوان. ويزرع في المحافظات الأخرى بالأراضي الصفراء الخفيفة جيدة الصرف ويمكن زراعة الموز بالأراضي الرملية مع الحرص على إضافة الأسمدة العضوية وإتباع نظم الري الحديثة واستخدام برامج التسميد الكاملة ولا تصلح الأراضي الثقيلة لزراعة الموز لسوء تهويتها وصرفها واعاقتها لنمو الجذور بالإضافة إلى تشققها عند تعرضها للجفاف مما يؤدي إلى تمزق الجذور ومن ناحية أخرى فإن زيادة الري في الأراضي الثقيلة يؤدي إلى تعفن الجذور. تستبعد الأراضي المالحة من زراعة الموز لشدة حساسية الموز للملوحة. ويجب قبل زراعة الموز فحص التربة للتأكد من خلوها من المستويات الحرجة من النيماتودا خصوصا في بعض الأصناف التي تشتد إصابتها بالنيماتودا حيث تتخذ في مثل هذه الحالات إجراءات لتعقيم التربة قبل الزراعة.

## التكاثر
يتكاثر الموز بعدة طرق ولكن أهمها الفسائل أو الخلفات. وهي نباتات تتكون من البراعم الموجودة على الساق الحقيقية للنبات والموجودة تحت سطح التربة. وتفصل هذه النباتات من الأم وتزرع مباشرة في البستان. وهناك الآن طريقة حديثة لتكاثره باستخدام تقنية الانسجة النباتية.

## طرق الزراعة
يختار لذلك أرض صفراء خفيفة – خصبة وجيدة الصرف – خالية من الديدان الثعبانية وبعيدة عن الأراضي السابق زراعتها بالموز أو الخضر. وتصلح الأراضي الرملية لإقامة مشاتل الموز كما هو الحال في الإسماعيلية وبلبيس على أن يعتنى بتوفير الري والتسميد. ويجري إعداد الأرض للزراعة بتسميدها بمعدل 40 متر مكعب سماد عضوي للفدان ثم تحرث وتنعم وتسوى ثم تخطط الأرض إلى خطوط 75 – 100 سم من بعضها وتغرس الخلف على 75 – 100 سم من بعضها في الخط. ويراعى دفن القلقاسة وما فوقها بنحو 5 – 10 سم ثم تروي الأرض جيدا. وتغرس البزور أو الكورمات المجزأة على نفس الابعاد السابقة على أن تغطى جيدا ويراعى عدم الخلط بزراعة البزور أو الكورمات المجزأة مع الخلف لأن الأخيرة تنمو وتخرج أوراقها أولا فتظلل النباتات الصغيرة النامية من البزور أو أجزاء الكرومات مما يضعف نموها. ويحتاج فدان مشتل إلى عدد يتراوح بين 5000 – 7000 خلفة أو بز أو أجزاء كورمات تبعا لنوع التربة وحجم الخلف ويراعى فرز وتصنيف الخلفات تبعا لحجمها وتزرع المشاتل عادة من منتصف فبراير حتى آخر مارس وتمكث النباتات بأرض المشتل مدة عام تصلح بعده للزراعة بالمكان المستديم. وتوالى النباتات خلال تربيتها بالمشتل بالري المنتظم والتسميد مع توفير الوقاية من الظروف الجوية والآفات – ويحتاج المشتل إلى التسميد بمعدل 200 – 400 كجم سماد أزوتي للفدان تعطى على دفعات كل أسبوعين أثناء الصيف وذلك تبعا لظروف النمو وخصوبة التربة. ويضاف أيضا 200 كجم سلفات بوتاسيوم للفدان دفعة واحدة في شهر يوليو. ويجب الاحتراس من الإفراط في التسميد حتى لا تزهر النباتات بالمشتل مما يقضي عليها ويراعى عزق الأرض من آن لآخر عزقا سطحيا لمقاومة الحشائش مع جمعها وحرقها. وإذا ما ظهرت على بعض النباتات أعراض لمرض تورد القمة تقلع هذه النباتات فورا وتعدم حتى لا تنتشر العدوى إلى باقي النباتات. ويراعى كذلك مقاومة المن بالرش الدوري بأحد مبيدات المن. وكذلك بإجراء المكافحة الكيماوية للنيماتودا إذا دعت الحاجة. ومن المعروف أن نباتات الموز حساسة للبرد خصوصا في مراحل نموها بالمشتل ولذلك يراعى توفير الحماية بأن تكون أرض المشتل محاطة بأشجار المصدات المتقاربة. ويفيد في تقليل أضرار البرد نشر طبقة من السبلة على سطح التربة في أوائل ديسمبر – وتبقى كذلك دون أن تعزق فتعمل الحرارة المتبعثة من تحللها على تدفئة الجو الملامس لسطح الأرض.

## زراعة الموز في الوطن العربي
يزرع الموز بكميات تجارية في الوطن العربي. وتعتبر الصومال وموريتانيا والسودان من أكبر الدول المنتجة للموز. كما يتم زراعته بنجاح في كل من مصر والمنطقة الجنوبية في السعودية في جيزان وفي عمان، بالإضافة إلى اليمن والمغرب وتونس والجزائر وفي غور الأردن.

## أمراض وآفات نخيل الموز
تتعرض نخلات وثمار الموز بالعديد من الأمراض والآفات ومن أهمها:
1. الأمراض الفطرية مثل: مرض عفن طرف السيجار وأمراض تعفنات الثمار.
2. الأمراض الفيروسية مثل مرض تورد القمة.
3. الحشرات مثل:

- الحشرات القشرية السوداء والحمراء.
- البق الدقيقي.
- دودة ورق القطن.

## الخصائص

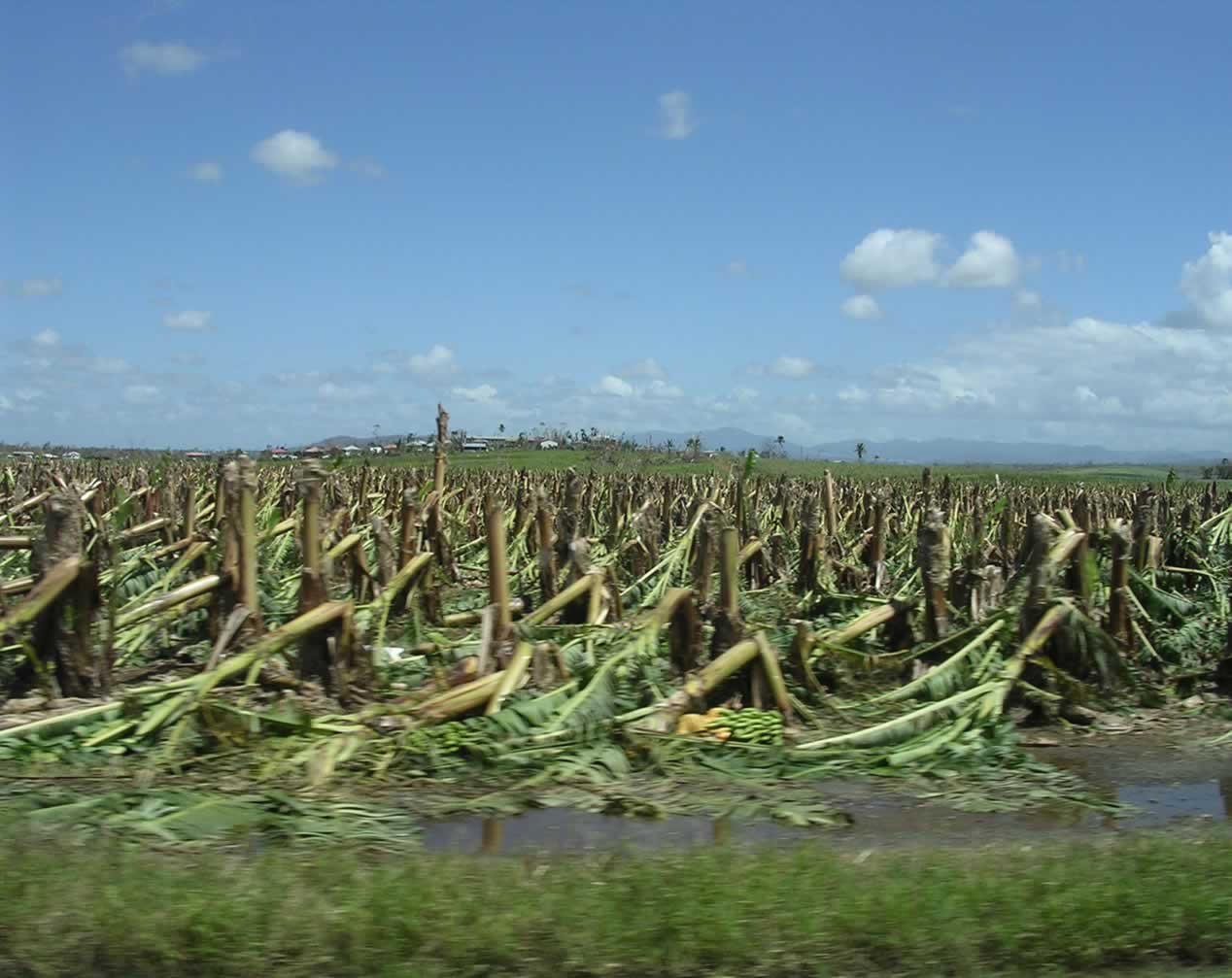
أشجار الموز الفاسدة، بعد إعصار لاري في عام 2006.

الموز غني بالألياف والفيتامينات والأملاح المعدنية. يمد الجسم بالطاقة الحرارية، يقاوم بعض الأمراض مثل الاسقربوط والروماتيزم. يساعد في نمو الجسم، سهل الهضم، ومفيد في حالات الإرهاق، يساعد على الانشطة الفكرية، ورحيق الموز يستخدم في علاج السعال الحاد والمزمن، ويصنع من الموز خبز خاص يعطى للمصابين بالتبول الزلالي. ويشكل الموز مع الحليب والخبز وجبة غذائية كاملة.

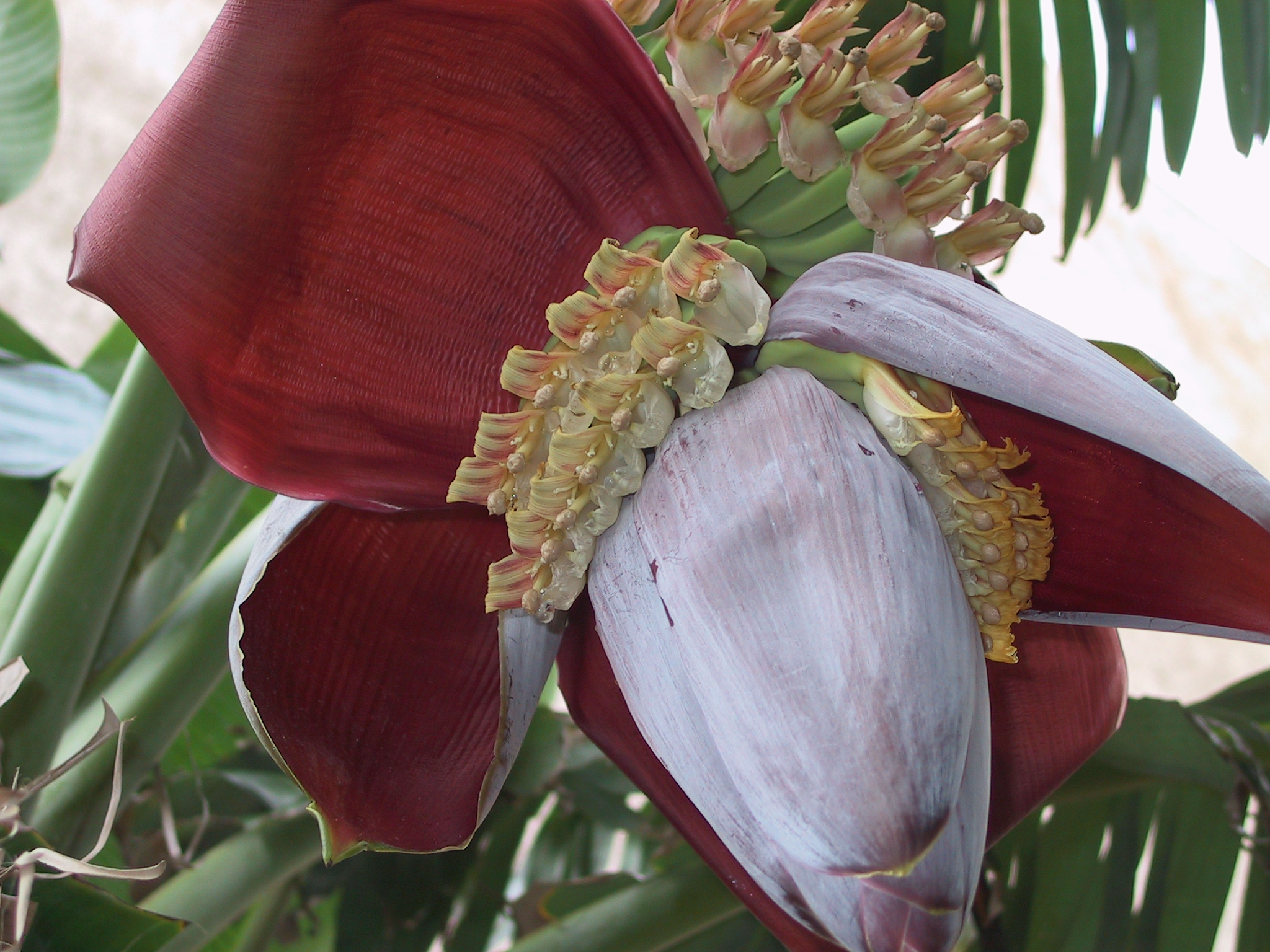
ازهرار نصفي لزهرة ثمرة الموز.

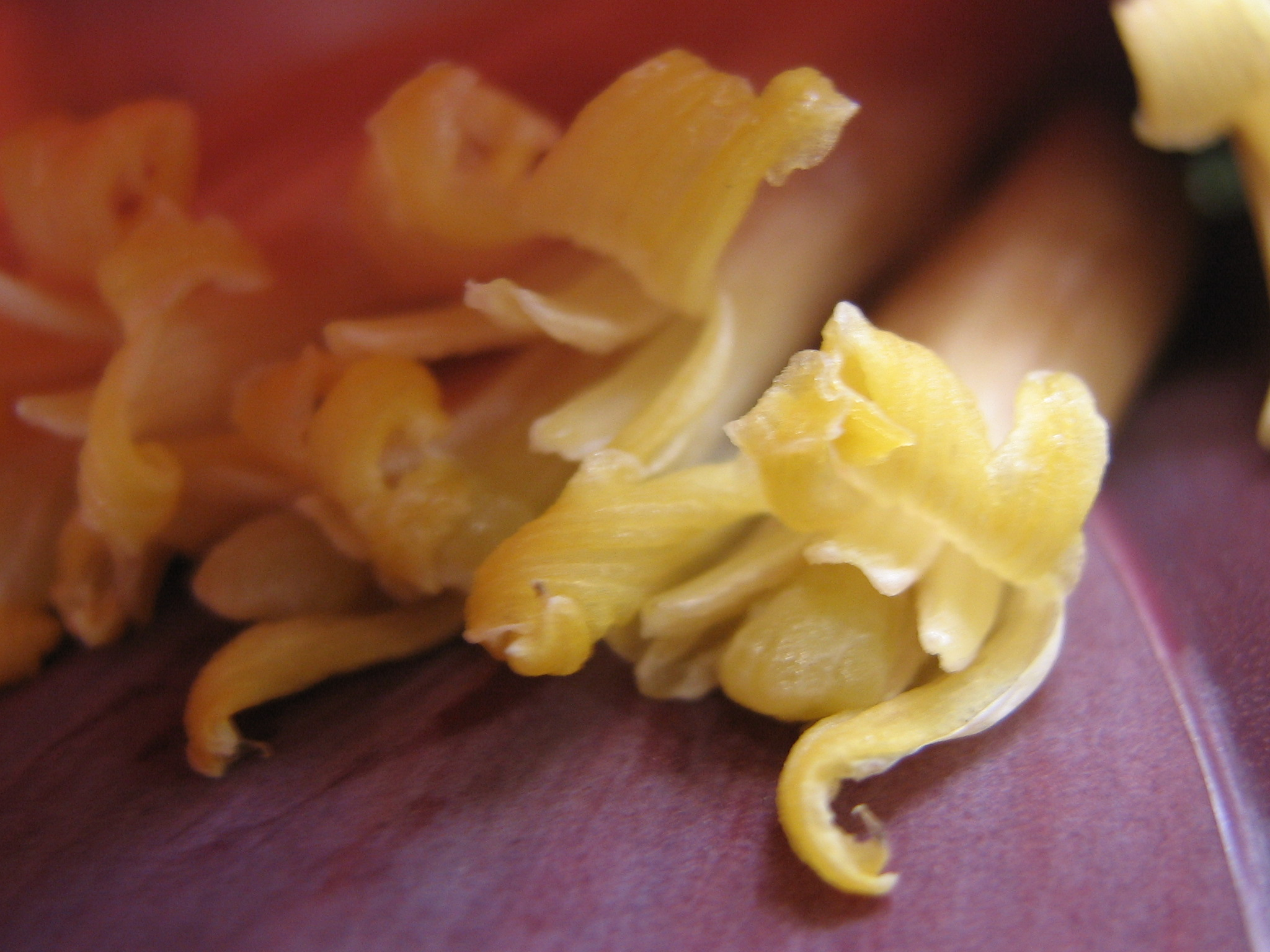
زهور الموز.

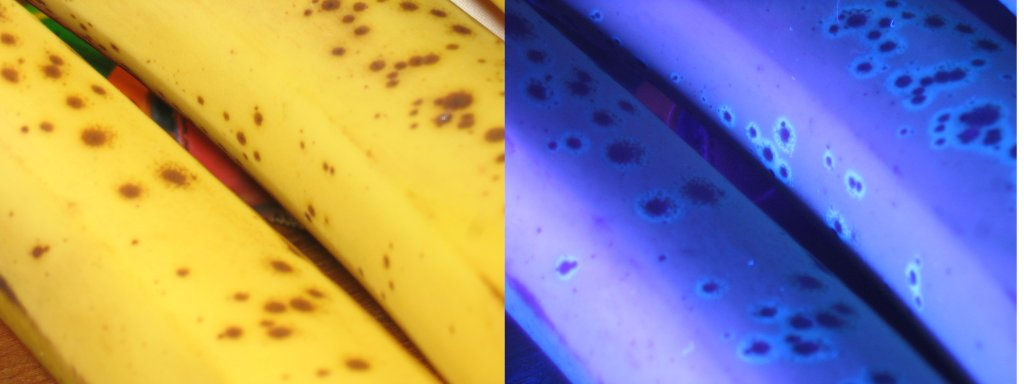
الموز الأصفر اللامع في يسار الصورة عند تعرضه لأشعة الشمس، الموز الأزرق اللامع في يمين الصورة عند تعرضه للأشعة فوق البنفسجية.

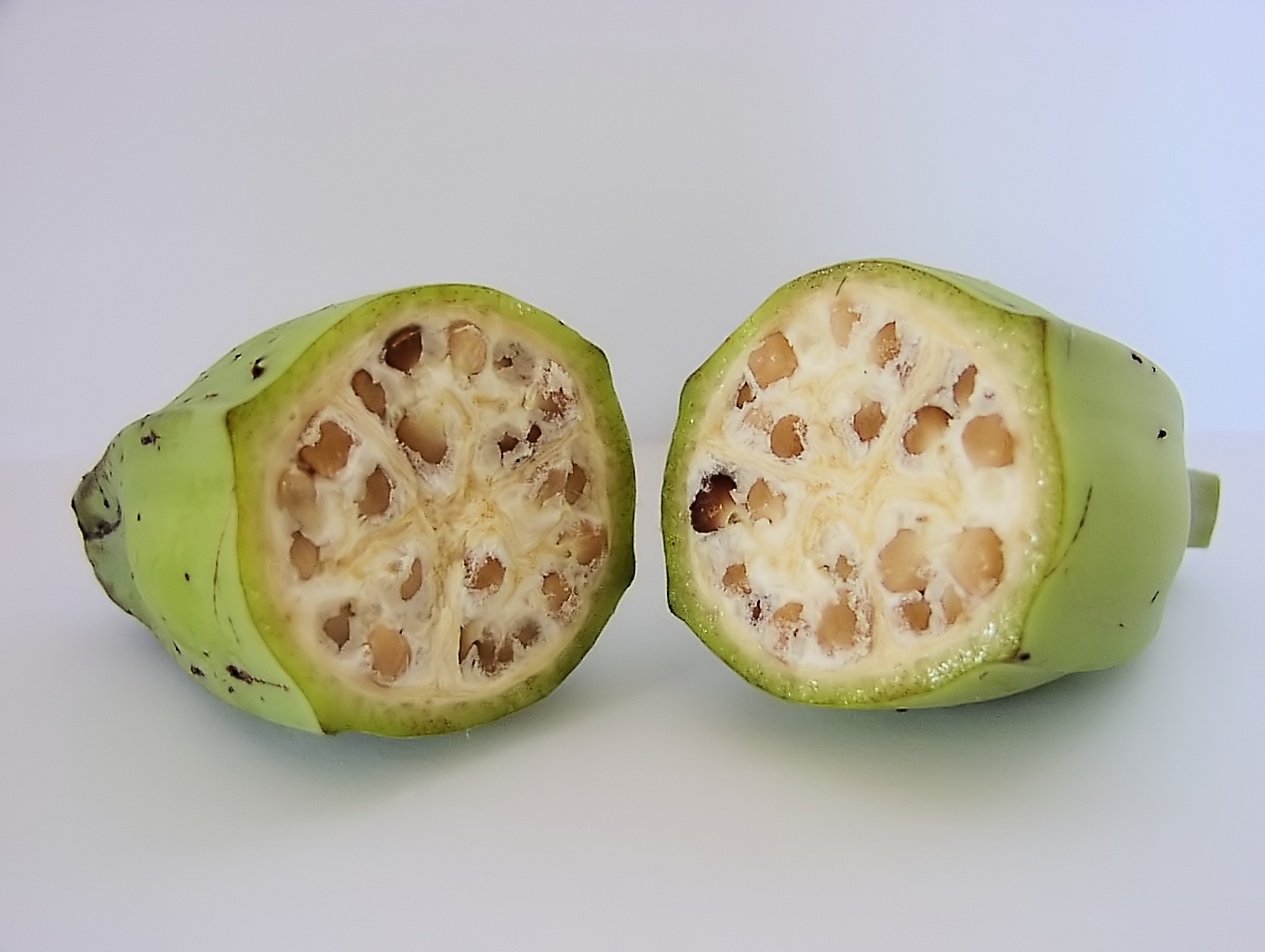
ثمار الموز البري، ويحتوي على العديد من البذور الكبيرة الصلبة.

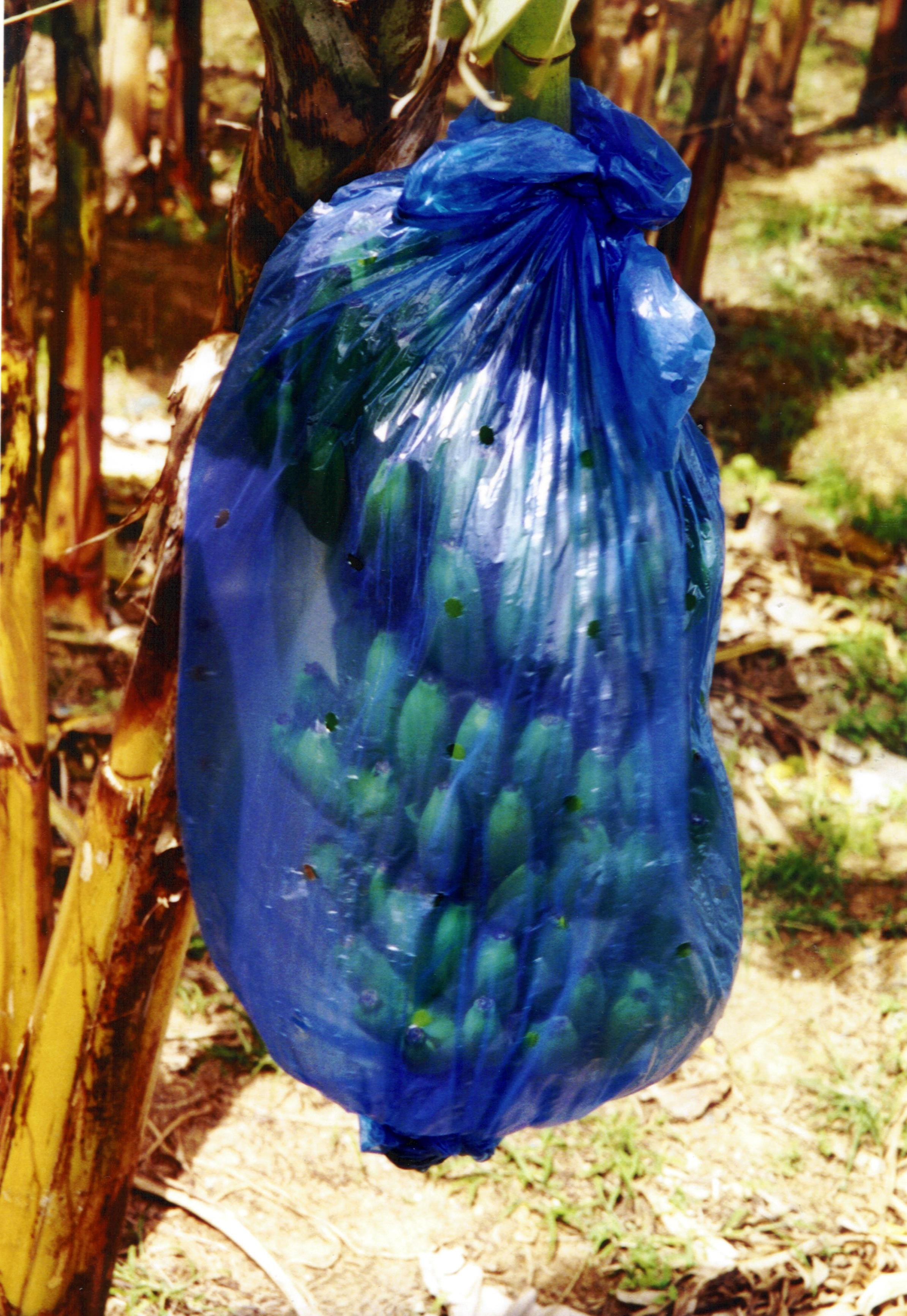
قد تغلف عناقيد الموز بالأكياس للحماية، وقد تكون مغلفة بالأكياس مع مبيد آفات.

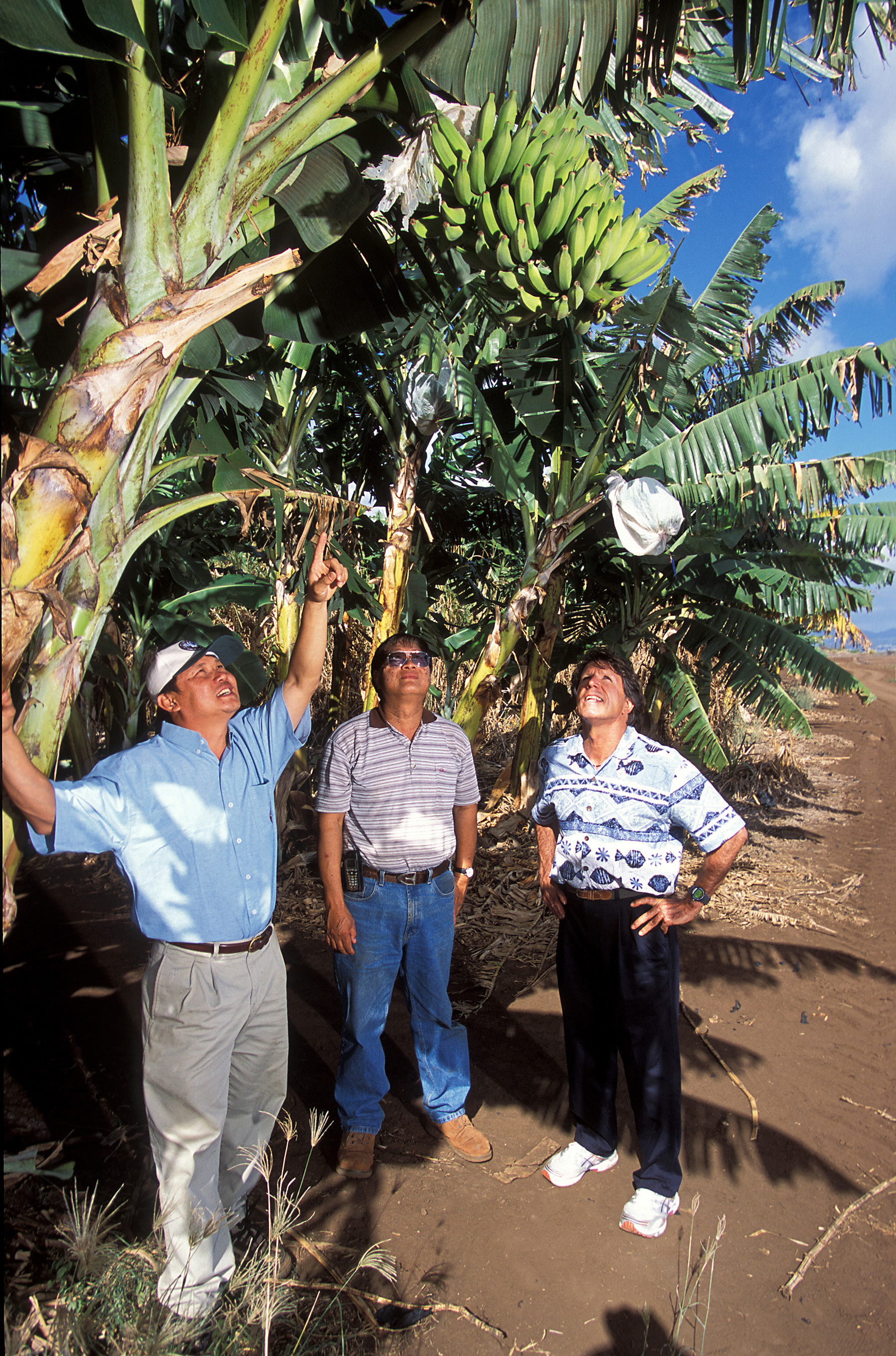
أشخاص يفحصون الموز من ذباب الفاكهة.

مزج عصير الموز مع الحليب يساعد على تهدئة قرح المعدة.
والكالسيوم الموجود في الموز اجود من الكالسيوم الموجود في الجبن والحليب.

## المكونات
غنية بالألياف الفيتامينات (ج، أ، ب1، ب2، ب6، هـ، د) والمعادن ولاسيما البوتاسيوم اللازم لوظائف الخلايا الحيوية والأعصاب والعضلات. والثمار الناضجة تلين المعدة وتقويها ضد الحموضة والقرحة. وتعالج ضغط الدم المرتفع. وبها نسبة من الكربوهيدرات. والموز ملين. وبها أحماض أمينية عالية ولاسيما تربتوفان الذي يساعد على النوم. أطلق الهنود القدماء على الموز طعام الفلاسفة وذلك أن الفلاسفة عندهم كانوا يأكلونه بكثرة، وسمّاه المزارعون العرب الموز قاتل أبيه لأنه بعد نضج ثمره يجب أن تخلع شجرته لتنبت مكانها أو قريبا منها شجرة أخرى تعطي ثمارا جديدة.

## التجارة
تعد الهند أكبر مصدر له في العالم تليها الصين ثم الفلبين وغيرها من دول العالم. والجدول التالي يبين بالتفصيل الدول الأكثر إنتاجا للموز في العالم:
| أكثر الدول إنتاجًا للموز - 2014 م (بملايين الأطنان المترية) | أكثر الدول إنتاجًا للموز - 2014 م (بملايين الأطنان المترية) | أكثر الدول إنتاجًا للموز - 2014 م (بملايين الأطنان المترية) | أكثر الدول إنتاجًا للموز - 2014 م (بملايين الأطنان المترية) |
| ---------------------------------------------------------- | ---------------------------------------------------------- | ---------------------------------------------------------- | ---------------------------------------------------------- |
| 1                                                          | الهند                                                      | 29.72                                                      | 26.04 %                                                    |
| 2                                                          | الصين                                                      | 11.79                                                      | 10.33 %                                                    |
| 2                                                          | الفلبين                                                    | 8.88                                                       | 7.78 %                                                     |
| 4                                                          | البرازيل                                                   | 6.95                                                       | 6.09 %                                                     |
| 5                                                          | إندونيسيا                                                  | 6.86                                                       | 6.01 %                                                     |
| 6                                                          | الإكوادور                                                  | 6.76                                                       | 5.92 %                                                     |
| 7                                                          | غواتيمالا                                                  | 3.55                                                       | 3.11 %                                                     |
| 8                                                          | أنغولا                                                     | 3.48                                                       | 3.05 %                                                     |
| 9                                                          | تنزانيا                                                    | 3.19                                                       | 2.80 %                                                     |
| 10                                                         | كوستاريكا                                                  | 2.19                                                       | 1.92 %                                                     |
| باقي دول العالم                                            | باقي دول العالم                                            | 30.73                                                      | 26.93 %                                                    |
| المجموع العالمي                                            | المجموع العالمي                                            | 114.13                                                     | 100.00 %                                                   |

## الاستزراع
يحتل الموز المرتبة الرابعة في صفوف المحاصيل الغذائية في العالم، بعد الأرز والقمح والذرة وهو غذاء أساسي وسلعة تصديرية في الوقت ذاته، في كثير من الدول الاستوائية الأفريقية وأمريكا الجنوبية.

## استعمالات أخرى
يؤكل الموز طازجا أو مطبوخا وفي بعض الدول يتم تجفيفه وطحنه ليخبز على الصاج. كما يقطع إلى شرائح ويقلى في الزيت في كيرلا بجنوب الهند.

## وصلات خارجية
- موز على مشروع الدليل المفتوح
- جمعية الموز العالمية
- Blue Bananas: Ripening bananas glow an intense blue under black light
- زراعة وانتاج الموز
- لماذا يأكل القرد الموز؟
- تجارة الموز
- استخدام الهندسة الوراثية في تحسين المحصول